# Thomas Haller Cooper

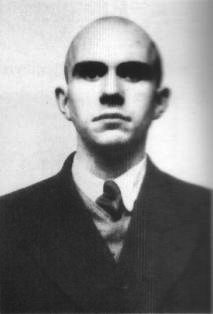
Thomas Haller Cooper

Thomas Haller Cooper (* 29. August 1919 in London, Vereinigtes Königreich; † 1987) war während des Zweiten Weltkriegs ein Mitglied der Waffen-SS und des Britischen Freikorps. Er war der einzige Brite, dem während des Krieges eine deutsche Kampfauszeichnung verliehen wurde.

## Leben
Coopers Mutter war eine Deutsche, sein Vater war ein ehemaliger britischer Soldat und Fotograf. Durch seine deutschen Wurzeln wurde Cooper, der seit 1938 ein Mitglied der British Union of Fascists war, eine Laufbahn in der Polizei verwehrt. Im Sommer 1939 nahm er eine Stelle als Lehrer im Taunus an, die er nach Kriegsausbruch als feindlicher Ausländer quittieren musste. Nach einer weiteren Anstellung als Privatlehrer wurde er Gottlob Berger, dem Leiter des SS-Hauptamtes, vorgestellt, der ihm eine Aufnahme in die SS zum 1. Februar 1940 ermöglichte.
Cooper absolvierte eine militärische Grundausbildung bei der Leibstandarte Adolf Hitler, die er, nach einem Streit mit einem Ausbilder, in der SS-Division Totenkopf beendete. Von Juli 1940 bis 1941 diente er im SS-Panzergrenadier-Regiment 5 der gleichen Division, wo er den Rang eines SS-Rottenführers erreichte. Es ist unbekannt, inwiefern Cooper an den Ermordungen von Juden, Kommunisten und Partisanen in Osteuropa involviert war, jedoch hielt er sich während seiner Dienstzeit hauptsächlich an der Ostfront auf. Cooper war zudem zwischenzeitlich als Ausbilder für die Waffen-SS und bei der Feldgendarmerie tätig. Bei einem Fronteinsatz im Jahr 1943 wurde Cooper durch einen Granatsplitter an den Beinen verletzt, wofür er das Verwundetenabzeichen in Silber erhielt. Zudem wurde er für seine Verdienste mit dem Kriegsverdienstkreuz ausgezeichnet. Damit ist er der einzige Brite, der während des Zweiten Weltkriegs eine deutsche Kampfauszeichnung erhielt. Nach seiner Genesung wurde er dem Britischen Freikorps, das unter der Leitung der Waffen-SS stand, zugeteilt. Er sollte als Rekruteur der Einheit britische Kriegsgefangene zum Eintritt in die Kampftruppe animieren.
1945 geriet Cooper, mittlerweile im Rang eines SS-Oberscharführers, in westalliierte Kriegsgefangenschaft. Im Londoner Gerichtshof Old Bailey wurde Cooper noch im gleichen Jahr wegen Hochverrats zum Tode verurteilt; die Strafe wurde später in lebenslange Haft umgewandelt. Jedoch wurde Cooper bereits im Jahr 1953 wieder entlassen.

## Späteres Leben
Es wird angenommen, dass Cooper nach Japan auswanderte. Berichten zufolge soll er sich in Tokio niedergelassen haben und zum Buddhismus konvertiert sein. Er soll Sprachunterricht gegeben haben.
Der Journalist Adrian Weale gibt an, dass Cooper nach England zurückgekehrt ist und zu Jahresbeginn 1987 im Alter von 67 Jahren starb. Ein anderes Buch, Hitler’s Bastard, behauptet, dass er erst zu Ende der 1990er Jahre starb.